# IKZF3
IKZF3‏ (IKAROS family zinc finger 3) هوَ بروتين يُشَفر بواسطة جين IKZF3 في الإنسان.